# Gilbert O’Sullivan
Gilbert O’Sullivan, właśc. Raymond Edward O’Sullivan (ur. 1 grudnia 1946 w Waterford w Irlandii) – irlandzki kompozytor, pianista i piosenkarz, znany głównie z przebojów wczesnych lat 70. takich jak „Alone Again (Naturally)”, „Clair” oraz „Get Down”.

## Wczesna młodość
Raymond Edward O’Sullivan urodził się w Waterford w Irlandii. W 1953, gdy miał 7 lat, jego rodzina przeprowadziła się do Swindon, w hrabstwie Wiltshire w Anglii. Uczęszczał do St Joseph's i the Swindon College of Art, gdzie przez krótki czas był perkusistą w zespole Rick's Blues założonym przez Ricka Daviesa (który później założył zespół Supertramp) i poszerzył swoje zainteresowanie muzyką i sztuką. W wywiadzie z 1972 roku O’Sullivan wspomniał, że Davies nauczył go grać zarówno na perkusji, jak i na fortepianie. Innymi półprofesjonalnymi zespołami, z którymi grał w czasach szkolnych były The Doodles i The Prefects.

## Życie prywatne
W 1980 roku O’Sullivan ożenił się z Norweżką Aase. W tym samym roku urodziła się pierwsza z ich dwóch córek, Helen-Marie. Dwa lata później urodziła się Tara.